# Chuanito
Chuanito är en ort i Mexiko.   Den ligger i kommunen Peribán och delstaten Michoacán de Ocampo, i den södra delen av landet, 300 km väster om huvudstaden Mexico City. Chuanito ligger 1 845 meter över havet och antalet invånare är 208.
Terrängen runt Chuanito är kuperad åt nordväst, men åt sydost är den bergig. Runt Chuanito är det ganska tätbefolkat, med 54 invånare per kvadratkilometer. Närmaste större samhälle är Peribán de Ramos, 3,4 km väster om Chuanito. I omgivningarna runt Chuanito växer i huvudsak blandskog.